# Lost (Carpark North)
Lost è un album in studio del gruppo rock danese Carpark North, pubblicato nel 2010.

## Tracce
1. Lost (Peace) – 4:12
2. Just Human – 2:32
3. Subusual – 4:29
4. Transparent – 3:40
5. Leave My Place – 4:31
6. Save Me from Myself – 4:14
7. Beasts – 6:33
8. More – 3:26
9. Shall We Be Grateful – 3:25
10. Cancer – 3:57
11. Shutdown – 4:12